# Kunst im öffentlichen Raum im Berliner Bezirk Spandau
Die nachfolgenden Aufstellungen beschreiben die öffentlich zugänglichen Skulpturen, Plastiken, Brunnen und Sonnenuhren im Berliner Bezirk Spandau. Die Listen sind nach der Art der Kunstwerke untergliedert und – soweit bekannt – nach dem Datum der Aufstellung geordnet. Sie erheben keinen Anspruch auf Vollständigkeit. Skulpturen, die auf nicht allgemein zugänglichen Privatgrundstücken stehen und auch nicht vom Straßenraum einzusehen sind, oder Skulpturen sowie Gedenktafeln in Kirchen und Ähnliches werden hier nicht aufgelistet.
Die Aufstellungen enthalten keine Skulpturen oder Plastiken, die als Denkmäler errichtet wurden. Diese sind mit einer Definition unter Denkmäler in Spandau beschrieben.

## Freistehende Einzelplastiken
| Bild                                                                     | Name                                    | Material und Entstehungsjahr                                 | Künstler                                             | Standort Zusatzinformation | Lage                             |
| ------------------------------------------------------------------------ | --------------------------------------- | ------------------------------------------------------------ | ---------------------------------------------------- | --- | -------------------------------- |
| Abbildung                                                                | Löwenskulptur                           | 1781                                                         | unbekannter Künstler                                 | Am Juliusturm 64, am Beginn der Südkurtine östlich des Torhauses der Zitadelle Spandau (Haselhorst) Die Skulptur stand ursprünglich am Eingangstor der Husarenkaserne in der Kreuzberger Alexandrinenstraße; das Datum der Umsetzung zur Zitadelle ist nicht bekannt. | 52° 32′ 25″ N, 13° 12′ 46,3″ O   |
|                                                                          | Melanchthon                             | 1895/1896                                                    | Arno Eugen Fritsche                                  | Lutherplatz, Lutherkirche (Spandau), zwei Statuen | 52° 32′ 53,4″ N, 13° 12′ 15,5″ O |
|                                                                          | Engel                                   | unbekannt                                                    | unbekannt                                            | Pionierstraße 82, Friedhof In den Kisseln (Falkenhagener Feld), auf der Grünfläche vor der Kapelle | 52° 33′ 20,7″ N, 13° 10′ 45,3″ O |
|                                                                          | Eselreiter                              | Bronze, 1912                                                 | August Gaul                                          | Carl-Schurz-Straße 2 (Spandau) Die Figur wurde um 1912 von dem Künstler August Gaul geschaffen und steht inzwischen auf dem Vestibül des Spandauer Rathauses am Fuß der Haupttreppen. Ursprünglich befand sich die Figur des Eselreiters (nackter Knabe auf einem Esel, 1,61 Meter hoch) im Gutspark von Neukladow (Kladow), wurde aber im Jahre 1937 als Leihgabe im Koeltzepark aufgestellt, weil sie von Angehörigen der Fliegerhauptabteilung 26 als anstößig empfunden wurde. Im Kriege blieb die Skulptur unzerstört; 1949 wurde sie auf einem Muschelkalksockel im Wröhmännerpark aufgestellt. Aufgrund zunehmender Buntmetalldiebstähle und Vandalismus wurde die Skulptur schließlich in das Rathaus Spandau versetzt (Ankauf aus Lotto-Mitteln).                                                                         | 52° 32′ 6″ N, 13° 12′ 1,9″ O     |
|                                                                          | Ares                                    | Bronze, um 1920; 1964 (Kopie)                                | nach einem Original von Lysipp                       | in der Grünanlage der Zitadelle Spandau, Am Juliusturm 64 (Haselhorst) Der Guss aus Bronze der Marmorstatue Ludovisi Ares war in den 1930er Jahren im Besitz Hermann Görings und gehörte zu dessen Sammlung in Carinhall. Die Skulptur befindet sich seit 1964 am jetzigen Standort. | 52° 32′ 21,5″ N, 13° 12′ 46,4″ O |
|                                                                          | Apoll                                   | Bronze, um 1920; 1964                                        | unbekannter Künstler                                 | auf der Wiese an der Heerstraße / Ecke Pichelsdorfer Straße, nahe am Grimnitzsee (Wilhelmstadt) Das Werk eines unbekannten Künstlers und unbekannten Entstehungsdatums wurde hier 1964 aufgestellt und zeigt einen sitzenden, nackten Apollon mit einer Kithara. Es war im Besitz Hermann Görings und gehörte zu dessen Sammlung in Carinhall. | 52° 30′ 48,8″ N, 13° 11′ 50,2″ O |
|                                                                          | Skulptur                                | 1925                                                         | Paul Rettig                                          | Wertheimweg 8, vor dem Wohnhaus, hinter einer Kiefer (Kladow), denkmalgeschützt Die flache Skulptur (Wasserbecken?) ist von der Straße kaum zu sehen (sichtbar in Google Street view). | 52° 26′ 54,9″ N, 13° 8′ 25,7″ O  |
|                                                                          | Knospende Erde oder Die Liegende        | Muschelkalkstein, 1926                                       | Georg Hengstenberg                                   | Mitte der Grünfläche vor dem Haus Weverstraße 35 (Wilhelmstadt) Das drei Meter lange und rund 75 Zentimeter hohe Werk befindet sich seit 1926 an dieser Stelle. Es zeigt eine liegende nackte Frau mit fünf sie umgebenden Putten. Die Skulptur ist in einem schlechten Zustand (Stand: 2011). | 52° 31′ 10,5″ N, 13° 11′ 26,1″ O |
|                                                                          | Diana                                   | Bronze, 1927                                                 | Reinhold Felderhoff                                  | Wröhmännerpark an der Neuendorfer Straße (Spandau) Das Herstellungsdatum dieses Bronzegusses – möglicherweise von der Bildgießerei Hermann Noack in Berlin-Friedenau – ist unbekannt. 1927 erfolgte die Aufstellung im Kleinen Lustgarten in Felderhoffs Geburtsstadt Elbing. 1934 wurde die Statue angeblich als Dauerleihgabe an den Regierungspräsidenten in Schleswig-Holstein vergeben. Unter nicht geklärten Umständen ist sie später in den Besitz von Hermann Göring gelangt, der diese Plastik auf seinem Besitz Carinhall aufstellen ließ. Nach dem Zweiten Weltkrieg wurde sie zunächst in der Zitadelle Spandau gelagert, bevor sie 1963 im Wröhmännerpark aufgestellt wurde. | 52° 32′ 30,7″ N, 13° 12′ 24,3″ O |
|                                                                          | Spielende Zicklein                      | Bronze, 1929                                                 | Wilhelm von Winterfeld                               | Rapsstraße 67, in der Gartenanlage hinter dem Grundstück (Siemensstadt) | 52° 32′ 42,7″ N, 13° 15′ 41,3″ O |
|                                                                          | Flora                                   | Muschelkalkstein, 1919                                       | Georges Morin                                        | Betckestraße 28, (Wilhelmstadt) | 52° 31′ 17″ N, 13° 11′ 57″ O     |
|                                                                          | Spielende Bärenkinder                   | Bronze, 1929                                                 | Wilhelm von Winterfeld                               | Rapsstraße 67, in der Gartenanlage hinter dem Grundstück (Siemensstadt) | 52° 32′ 42,8″ N, 13° 15′ 42″ O   |
|                                                                          | Mutter und Kind                         | Sandstein auf gemauertem Sockel, 1930                        | Wilhelm von Winterfeld                               | in der Grünanlage hinter Rieppelstr. 8 (Siemensstadt) | 52° 32′ 40,4″ N, 13° 15′ 53,5″ O |
|                                                                          | Schreitendes Mädchen                    | Bronze, 1932                                                 | Fritz Röll                                           | am Fußweg in der Grünanlage südlich der Heerstraße (zwischen den Hausnummern 229 und 237, Wilhelmstadt); 1,7 Meter hohe Statue eines nackten Mädchens | 52° 30′ 47,7″ N, 13° 11′ 36,6″ O |
|                                                                          | Sitzender Akt                           | ca. 1935                                                     | Rudolf Leptien                                       | Kladower Damm 221, auf dem Gelände des Gemeinschaftskrankenhauses Havelhöhe (Kladow) | 52° 27′ 36,5″ N, 13° 9′ 45,6″ O  |
|                                                                          | Zwei Bären                              | Muschelkalkstein, 1951                                       | Siegfried Schmidt                                    | Ungewitterweg / Ecke Finkenkruger Weg, am Fußweg in der Grünanlage (Staaken) | 52° 32′ 33,5″ N, 13° 8′ 37,6″ O  |
|                                                                          | Skulptur, namenlos                      | Bronzeskulptur, 1957                                         | Joachim-Fritz Schultze-Bansen                        | Seegefelder Straße 32 (Spandau) Die Plastik wurde als erste Nachkriegsskulptur vor der Georg-Ramin-Siedlung aufgestellt und sorgte in Spandau für kontroverse Diskussionen über Moderne Kunst. | 52° 32′ 10,9″ N, 13° 11′ 31,7″ O |
|                                                                          | Schnecke                                | 1957                                                         | Hans Hauffe                                          | Südpark, Plastik nördlich des Südparkteichs (Wilhelmstadt) | 52° 31′ 1″ N, 13° 11′ 32,4″ O    |
|                                                                          | Kleine Schnecke                         | unbekannt                                                    | unbekannter Künstler                                 | Südpark, Plastik nördlich des Südparkteichs, neben dem Weg zur Jordanstraße (Wilhelmstadt) | 52° 31′ 3,2″ N, 13° 11′ 33,2″ O  |
|                                                                          | Fliegende Vögel                         | Edelstahl, 1959                                              | K. Pagel                                             | Südekumzeile 5, vor der Astrid-Lindgren-Grundschule (Staaken) | 52° 31′ 52″ N, 13° 9′ 23,5″ O    |
|                                                                          | Rotkäppchen und der Wolf                | Muschelkalkstein, unbekanntes Datum                          | unbekannter Künstler                                 | Kerstenweg, im östlichen Teil der kleinen Grünanlage (Wilhelmstadt) | 52° 31′ 42,5″ N, 13° 11′ 47,9″ O |
|                                                                          | Lesende                                 | unbekannt                                                    | unbekannter Künstler                                 | Schönwalder Allee 26, vor der Buchhandlung im Johannesstift (Hakenfelde) | 52° 34′ 5,5″ N, 13° 11′ 36″ O    |
|                                                                          | Fischer mit Netzen                      | Bronze, 11. November 1960                                    | Ursula Förster                                       | Falkenseer Platz, Mittelinsel (Spandau) Die drei Meter hohe und eine Tonne schwere Figur wurde in der Bildgießerei Hermann Noack in Friedenau hergestellt. Der Sockel besteht aus Muschelkalkstein. | 52° 32′ 24,4″ N, 13° 12′ 12,3″ O |
|                                                                          | Springendes Pferd                       | Bronze auf Sockel, 1965                                      | Joachim Dunkel                                       | Moritzstraße 10 / Ecke Altstädter Ring, vor der Polizeistation (Spandau) Die Plastik soll auf die früher hier stationierte Reiterstaffel der Berliner Polizei aufmerksam machen. | 52° 32′ 19,8″ N, 13° 12′ 1,6″ O  |
|                                                                          | Brunnenplastik                          | Bronze, 1965                                                 | Jörg Blase                                           | Walldürner Weg 7, in der Grünanlage vor dem Haus (Hakenfelde); rund 1,6 Meter hoch; Das darunter befindliche Becken hatte in jeder Ecke eine Wasserdüse, deren Wasserstrahlen sich in der Beckenmitte trafen. Das Becken wurde in den 1980er Jahren mit den heute sichtbaren Waschbetonplatten verschlossen. | 52° 33′ 48,2″ N, 13° 12′ 9,4″ O  |
|                                                                          | Steinbock und Ziege                     | Bronze, unbekanntes Datum                                    | unbekannter Künstler                                 | Am Kinderdorf 23/37, im Vorgarten der Grundschule am Windmühlenberg (Gatow) | 52° 29′ 8,7″ N, 13° 10′ 27,8″ O  |
|                                                                          | Zwei Delphine                           | 1966                                                         | Karl Wenke                                           | Gatower Straße 14 (Wilhelmstadt) Die Skulptur befindet sich hinter dem Mietswohnhaus im Garten der Wohnanlage. | 52° 31′ 7,2″ N, 13° 11′ 8,6″ O   |
|                                                                          | Steinbock, auch Geißbock genannt        | Bronze auf Betonsockel, 1967                                 | Heinz Spilker                                        | Bocksfeldstraße 25, Wochenendsiedlung Bocksfelde, auf dem zentralen Königsplatz (Wilhelmstadt); Höhe: rund ein Meter | 52° 30′ 46″ N, 13° 11′ 31″ O     |
|                                                                          | Zwei Delphine                           | Bronze auf Sockel, 1968                                      | Heinz Spilker                                        | Askanierring 60–63, in der Grünanlage zwischen den Wohnblocks (Spandau); Höhe: 2,30 Meter | 52° 33′ 11,5″ N, 13° 11′ 48,6″ O |
|                                                                          | Berliner Bär                            | Kunststein (Betonguss), 1968                                 | Lilly Voigt                                          | Die Skulptur eines stehenden Berliner Bären befindet sich direkt am Ortseingang an der Heerstraße (Staaken). Die Plastik stand ursprünglich ca. zwei Kilometer weiter östlich an der früheren Grenzübergangsstelle Staaken in Berlin (West) und wurde erst nach Wiedereingliederung des zur DDR zählenden West-Staakens in den Bezirk Spandau an die heutige Landesgrenze versetzt. | 52° 31′ 44″ N, 13° 7′ 12,1″ O    |
|                                                                          | Phönix                                  | Bronze, 1969                                                 | Egon Stolterfoht                                     | Charlottenburger Chaussee 75, im Innenhof der Polizeidirektion (Wilhelmstadt) Die Skulptur, eine Darstellung des mythologischen Vogels, ist von der Straße aus sichtbar. Der Künstler hat dieses Werk als symbolhaftes Berlin-Denkmal konzipiert. Auf einer auf einem rechteckigen flachen Sockel befestigten Bronzetafel unterhalb der von Skulptur befindet sich die Inschrift: Flügel entfachten das Feuer / verbrannten die Straßen / zerbrachen die Stadt / Flügel beschenkten die Trümmer / Flügel verbinden die Insel / schmerzvoll geteilt / die Hoffnung gemeinsam / Bedenke das Schicksal der Stadt |                                  |
|                                                                          | Zwei Pferde                             | Kunststein, 1969                                             | Lilly Voigt                                          | Jaczostraße 53–67, auf dem Schulhof der Schule an der Haveldüne (Wilhelmstadt) | 52° 30′ 37,2″ N, 13° 11′ 9,9″ O  |
|                                                                          | Großplastik                             | Stahl auf niedrigem Betonsockel, 1965                        | Herbert Press                                        | Pichelsdorfer Straße 63, im Hof des Einkaufszentrums (Wilhelmstadt); rund 4 Meter hoch | 52° 31′ 11,2″ N, 13° 11′ 51″ O   |
|                                                                          | Rentier                                 | Bronze, 1970                                                 | Hans-Joachim Ihle                                    | Kulbeweg 25 (Hakenfelde) | 52° 33′ 42,5″ N, 13° 12′ 37,6″ O |
|                                                                          | Waffenbrüder                            | Bronze, 1970                                                 | Gerhard Thieme                                       | Am Flugplatz Gatow 33, auf dem Freigelände des Luftwaffenmuseums (Kladow) Die Skulptur stand vor 1990 beim Kommando LSK/LV der Nationalen Volksarmee in Strausberg/Eggersdorf und wurde hier um 2010 aufgestellt. | 52° 28′ 22,2″ N, 13° 8′ 28,1″ O  |
|                                                                          | Eva Lotte und Rasmus                    | Bronze, ca. 1970                                             | Wolfgang Niedner                                     | Südekumzeile 5, im Lichthof der Astrid-Lindgren-Grundschule (Staaken) | 52° 31′ 52″ N, 13° 9′ 23,5″ O    |
| Skulptur im Garten des Grundstücks Straßburger Str. 36 in Berlin-Spandau | 2 Schlangenköpfe                        | Werkstein, ca. 1970                                          | N.N.                                                 | Straßburger Str. 36, in der Gartenanlage nahe der Straße (Spandau); Höhe: 1,50 Meter | 52° 31′ 47,6″ N, 13° 11′ 51,7″ O |
|                                                                          | Ruhender Jüngling                       | Bronze, 1970                                                 | Karl Wenke                                           | Westerwaldstraße 9 (Falkenhagener Feld) | 52° 32′ 59,9″ N, 13° 10′ 41,7″ O |
|                                                                          | Hängende Skulptur                       | Beton und Glasfaserkunststoff, 1973                          | Josef Henry Lonas                                    | Blasewitzer Ring / Ecke Sandstraße (Staaken) | 52° 31′ 11,7″ N, 13° 10′ 18″ O   |
|                                                                          | Brunnenskulptur                         | 1973                                                         | Demetros Anastasatos                                 | Hakenfelder Straße 32, vor der Carl-Schurz-Grundschule (Hakenfelde) | 52° 34′ 2,5″ N, 13° 11′ 56,8″ O  |
|                                                                          | Steinerne Pflanze                       | Muschelkalkstein, 1975                                       | Paul Brandenburg                                     | Heerstraße 445 (Staaken) Die Skulptur befindet sich im Innenhof einer Wohnanlage, westlich der Kreuzung mit dem Semmelländerweg. | 52° 31′ 12,4″ N, 13° 9′ 34,6″ O  |
|                                                                          | Große Kopf-Figuration                   | Bronze, 1976                                                 | Ursula Hanke-Förster                                 | Obstallee 21 (Staaken) Höhe: 4,5 Meter und 3,8 Meter | 52° 31′ 15″ N, 13° 10′ 2,7″ O    |
|                                                                          | Roland                                  | Eisen, 1977                                                  | Henri Wolff                                          | Die rostende Skulptur steht vor dem Haus Kolk 1 (Altstadt). | 52° 32′ 22,7″ N, 13° 12′ 25,3″ O |
|                                                                          | Das Schicksal wirkt                     | 1977/1982                                                    | Raoul Ratnowsky                                      | Kladower Damm 221, auf dem Gelände des Gemeinschaftskrankenhauses Havelhöhe (Kladow) | 52° 27′ 45,3″ N, 13° 9′ 31,8″ O  |
|                                                                          | Schräglage                              | Edelstahlplastik auf Kieselsteinen, Wasser-/Windobjekt, 1980 | Hein Sinken                                          | Stadtrandstraße 555 (Falkenhagener Feld) | 52° 33′ 45″ N, 13° 9′ 29″ O      |
|                                                                          | Wildschweinfamilie                      | Holz, unbekannt                                              | unbekannter Künstler                                 | Südpark, im Sandkasten des Spielplatzes nördlich des Südparkteichs (Wilhelmstadt); Eber mit zwei Frischlingen | 52° 31′ 1,1″ N, 13° 11′ 28,1″ O  |
|                                                                          | Säule mit sich drehendem Kubus          | 1981                                                         | Volkmar Haase                                        | Radelandstraße 21, Polizeischule Joachim Lipschitz (heute Polizeiakademie Berlin), in einem Innenhof (Falkenhagener Feld) |                                  |
| Abbildung:                                                               | Zur Sonne                               | 1981/1982                                                    | Raoul Ratnowsky                                      | Kladower Damm 221, auf dem Gelände des Gemeinschaftskrankenhauses Havelhöhe (Kladow) | 52° 27′ 45,3″ N, 13° 9′ 31,8″ O  |
|                                                                          | Ikarus                                  | Edelstahl, 1982                                              | Volkmar Haase                                        | Ev. Johannesstift, Schönwalder Allee 26 (Hakenfelde). |                                  |
|                                                                          | Skulptur                                | Bronze auf Metallträger, 1982                                | Dietrich Arlt-Aeras                                  | Goldbeckweg, am Ende des Weges zum Grützmacherpark zwischen den Häusern 6 und 8 (östlich der Sporthalle des Oberstufenzentrums Energietechnik I) in Haselhorst Die Bronzeplastik wurde etwa im Jahr 2006 gestohlen; es steht nur noch der an einen Hochspannungsmast erinnernde Metallträger. | 52° 32′ 34,2″ N, 13° 13′ 52,7″ O |
|                                                                          | Kreuzgeschehen – Bretagne               | 1985                                                         | Raoul Ratnowsky                                      | Kladower Damm 221, auf dem Gelände des Gemeinschaftskrankenhauses Havelhöhe (Kladow) | 52° 27′ 45,3″ N, 13° 9′ 31,8″ O  |
|                                                                          | Katz und Maus                           | unbekannt                                                    | Josef Meiser                                         | Stresowstraße/Obermeierweg, im Stresowpark (Spandau) Die Katze hält eine Maus unter ihren Pfoten und beobachtet den Zugang eines Mauselochs. | 52° 32′ 4,2″ N, 13° 12′ 26″ O    |
|                                                                          | Skulptur                                | Edelstahl, Datum unbekannt                                   | unbekannter Künstler                                 | in der Grünanlage zwischen Neuhausweg 6 und Kemmannweg 20 (Spandau) | 52° 32′ 16,3″ N, 13° 11′ 35,9″ O |
|                                                                          | Schild und Wehr                         | Edelstahl, (1979) 1991                                       | Volkmar Haase                                        | Bocksfeldstraße (zwischen Nr. 21 und 23), südlich des Regenwasserbeckens, an der Uferpromenade der Scharfen Lanke (Wilhelmstadt) | 52° 30′ 42,6″ N, 13° 11′ 35,1″ O |
| Abbildung:                                                               | Musizierendes Teufelchen                | unbekannt                                                    | unbekannter Künstler                                 | Plievierstraße 3, im Garten des Gemeindehauses Gatow (Gatow) | 52° 29′ 9″ N, 13° 10′ 55,4″ O    |
|                                                                          | Offene Berührung                        | Edelstahl, 1991                                              | Volkmar Haase                                        | Schönwalder Allee 26, Ev. Johannesstift (Hakenfelde) Der prismatisch gebrochene Edelstahlsockel an der Stiftskirche wurde in Zusammenarbeit mit Auszubildenden der Metallwerkstatt im Johannesstift gefertigt. | 52° 34′ 9,6″ N, 13° 11′ 43,4″ O  |
|                                                                          | Otter                                   | Bronze, 1991                                                 | Rose-Maria Stiller                                   | Havelstraße 16 (Altstadt) | 52° 32′ 20″ N, 13° 12′ 21,4″ O   |
|                                                                          | Hochwendelnd                            | Edelstahl, 1992                                              | Volkmar Haase                                        | Bocksfeldstraße (zwischen 21 und 23), südwestlich des Regenwasserbeckens, an der Uferpromenade der Scharfen Lanke (Wilhelmstadt) | 52° 30′ 43,2″ N, 13° 11′ 30,2″ O |
|                                                                          | Freud’sches Schwert                     | Edelstahl, 1989/1992                                         | Volkmar Haase                                        | Alt-Kladow, vor der Dorfkirche (Kladow) | 52° 27′ 11,4″ N, 13° 8′ 39″ O    |
|                                                                          | Der Mensch – Rhythmus will Wesen werden | 1993                                                         | Raoul Ratnowsky                                      | Kladower Damm 221, auf dem Gelände des Gemeinschaftskrankenhauses Havelhöhe (Kladow) | 52° 27′ 45,3″ N, 13° 9′ 31,8″ O  |
|                                                                          | Lesendes Mädchen                        | Sandstein, 1995/2005                                         | Kai-Uwe Dräger                                       | Jugendplatz (Siemensstadt) Die Skulptur war ursprünglich direkt mit dem 1995 auf dem Platz errichten Brunnen verbunden. Nach einer Instandsetzung (2005) wurde sie getrennt davon zwischen den Sitzbänken aufgestellt. | 52° 32′ 17,2″ N, 13° 16′ 11,7″ O |
|                                                                          | Großvater mit Kind                      | Sandstein, 1995/2005                                         | Kai-Uwe Dräger                                       | Jugendplatz (Siemensstadt) Die Skulptur war ursprünglich direkt mit dem 1995 auf dem Platz errichten Brunnen verbunden. Nach einer Instandsetzung (2005) wurde sie getrennt davon zwischen den Sitzbänken aufgestellt. | 52° 32′ 16,4″ N, 13° 16′ 12,5″ O |
|                                                                          | Skulptur                                | Edelstahl, unbekanntes Datum                                 | unbekannter Künstler                                 | Parkstraße 1, im Garten der Wohnanlage (Hakenfelde) Die drei Würfel an der Spitze sind ständig in Bewegung. | 52° 32′ 55,6″ N, 13° 12′ 39,5″ O |
|                                                                          | Hochspringer                            | Metall, unbekanntes Datum                                    | Gerhard Scheibe                                      | Gatower Straße 296, im Vorgarten (Gatow) | 52° 29′ 35,5″ N, 13° 10′ 48,6″ O |
|                                                                          | Woge mit zwei Kugeln diametral          | Edelstahl, 1998                                              | Volkmar Haase                                        | Ev. Johannesstift, Schönwalder Allee 26 (Hakenfelde) Die Skulptur ist im Jahr 2007 als Leihgabe des Wirtschaftshofs Spandau aufgestellt worden und befindet sich inmitten der Stiftsallee des Johannesstifts. Sie sollte ursprünglich am Vorplatz des Bahnhofs Spandau am Münsinger Park aufgestellt werden. Aufgrund veränderter Planungen wurde dies allerdings nicht realisiert. | 52° 34′ 9,1″ N, 13° 11′ 40,6″ O  |
|                                                                          | Gespaltener Granitkreis Spandau 1       | Granit, um 2000                                              | unbekannter Künstler                                 | Goldbeckweg 21, in der Mitte des Weges durch die Wohnanlage Haselhorst | 52° 32′ 41″ N, 13° 13′ 44,2″ O   |
|                                                                          | Gespaltener Granitkreis Spandau 2       | Granit, um 2000                                              | unbekannter Künstler                                 | Elsa-Wagner-Straße 5, westlich, im Gartenhof der Wohnanlage Haselhorst | 52° 32′ 41,5″ N, 13° 13′ 40,3″ O |
|                                                                          | Pferd                                   | Metall aus 1600 Hufeisen, verzinkt und lackiert, um 2000     | Entwurf Gerhard Scheibe                              | Straße 264, Nr. 12, neben der Einfahrt zum Annenhof (Gatow) | 52° 28′ 58,8″ N, 13° 10′ 24,8″ O |
|                                                                          | Schwebendes Objekt                      | 2001                                                         | Schüler/innen mit Olaf Dahlhaus und Kirsten Füllkrug | Am Kinderdorf 23–37, im Skulpturengarten der Grundschule am Windmühlenberg (Gatow) Die Plastik hängt zwischen drei Bäumen. | 52° 29′ 7,8″ N, 13° 10′ 28,2″ O  |
|                                                                          | Eselskulptur                            | Metall, 2001                                                 | Schüler/innen mit Gerd Scheibe                       | Am Kinderdorf 23–37, im Skulpturengarten der Grundschule am Windmühlenberg (Gatow); Höhe der Freiplastik ca. 2 Meter, Länge 1,5 Meter | 52° 29′ 7,8″ N, 13° 10′ 28,8″ O  |
|                                                                          | Holzwelle                               | Holz, 2001                                                   | Schüler/innen mit Olaf Dahlhaus                      | Am Kinderdorf 23–37, im Skulpturengarten der Grundschule am Windmühlenberg (Gatow); Höhe der begehbaren Freiplastik ca. 2,5 Meter, Länge 6 Meter | 52° 29′ 8,5″ N, 13° 10′ 29″ O    |
|                                                                          | Woge auf Kyanit                         | Kyanit, 2002                                                 | Volkmar Haase                                        | Ev. Johannesstift, Schönwalder Allee 26 (Hakenfelde). | 52° 34′ 5,7″ N, 13° 11′ 35,1″ O  |
|                                                                          | Skulptur OSZ Bautechnik                 | verschiedene Materialien, ca. 2007                           | unbekannter Künstler                                 | Nonnendammallee 140, auf dem Grünstreifen vor dem Oberstufenzentrum Bau- und Holztechnik (Haselhorst) | 52° 32′ 19,9″ N, 13° 14′ 34,4″ O |
|                                                                          | Bullengraben-Bulle                      | Eisen, 7. Juni 2007                                          | Sebastian Kulisch                                    | Östlich der Egelpfuhlstraße (Wilhelmstadt), symbolisches Zeichen des 2006/2007 neu gestalteten Grünzugs Bullengraben. | 52° 31′ 50,2″ N, 13° 10′ 9,7″ O  |
|                                                                          | Anker Visionen gestalten                | Eisen, ca. 2009                                              | unbekannter Künstler                                 | Am Maselakepark, am östlichen Ende der Uferpromenade (Hakenfelde); Inschrift Visionen gestalten / Uli Hellweg / Geschäftsführer der Wasserstadt GmbH 1996–2006. | 52° 33′ 17,6″ N, 13° 12′ 57,7″ O |
|                                                                          | Bombe mit Flammenbündel                 | Sandstein, 2011 (Aufstellungsdatum)                          | unbekannter Künstler                                 | Niederneuendorfer Allee 12, Schützengilde zu Spandau (Hakenfelde) Die stilisierte Bombe hatte früher ihren Platz auf einem der beiden Pfeiler des Potsdamer Tors (nördlich des heutigen Rathauses). Im November 1877 wurden die Pfeilerornamente des Potsdamer Tors der Schützengilde zu Spandau überlassen und erhielten einen neuen Platz auf den beiden Pfeilern des Eingangstors des Schützengilde-Grundstücks an der Neuendorfer Straße 38. Im Jahr 1951 kamen sie in den Besitz des Stadtgeschichtlichen Museums Spandau und blieben dort im Magazin. Nach der Restauration einer der beiden Bomben wurde im Jahr 2009 vereinbart, diese an die Schützengilde als Leihgabe zu geben. Am 21. Mai 2011 wurde die rund 500 kg schwere Skulptur auf dem heutigen Gelände der Schützengilde auf einen gemauerten Pfeiler gesetzt. | 52° 34′ 4,6″ N, 13° 12′ 44″ O    |
|                                                                          | Yorikke                                 | Metall, 2011                                                 | 20 Schüler/innen mit Rainer Fürstenberg              | Recklinghauser Straße 26–32, auf dem Schulhof der B.-Traven-Oberschule (Falkenhagener Feld) Das Kunstwerk ist eine stilisierte Darstellung des Totenschiffs Yorikke aus dem Roman von B. Traven. |                                  |
|                                                                          | Himmel auf Erden                        | 2011                                                         | Schüler/innen mit Pomona Zipser                      | Földerichstraße 31, im Vorgarten der Christoph-Földerich-Grundschule (Wilhelmstadt) Das Kunstwerk besteht aus zwei 2 Meter hohen blau bemalten Betonstelen mit Reliefs. | 52° 31′ 14″ N, 13° 11′ 35,4″ O   |
|                                                                          | The Wings                               | 2017                                                         | Daniel Libeskind                                     | Rohrdamm 85 (Siemensstadt) Die auf einer Grünfläche platzierte 10 Meter hohe, 15 Tonnen schwere Skulptur besteht aus mattgeschliffenem Aluminium. Sie soll an die Bewegung eines Vogels erinnern, der vom Boden abhebt und in zehn Metern Höhe durch die Luft fliegt. Tausende LED-Leuchtmittel symbolisieren das Thema „Digitalisierung“. Das Kunstwerk ist eine von vier gleichnamigen Skulpturen einer Installation die erstmals auf der Expo 2015 in Mailand gezeigt wurde. Zwei weitere „Flügel“ stehen vor den Siemens-Standorten in München und Erlangen; eine vierte Skulptur wird vor dem neuen Hauptquartier von Siemens in Mailand aufgestellt. Gemeinsam sollen sie als „Innovationsbrücke“ den Gründungsort und den größten Standort vernetzen.                                                                       | 52° 32′ 15″ N, 13° 15′ 51,2″ O   |

## Stelen, Säulen, Skulpturengruppen, Reliefs, Mosaiken
| Bild | Name                                                         | Material und Entstehungsjahr                                                | Künstler                                                  | Standort Zusatzinformation | Lage                             |
| ---- | ------------------------------------------------------------ | --------------------------------------------------------------------------- | --------------------------------------------------------- | --- | -------------------------------- |
|      | Graf Rochus zu Lynar                                         | Marmor, 1901                                                                | Wilhelm Wolff                                             | Am Juliusturm, auf den Giebeln zum Eingang des U-Bahnhofs Zitadelle (Haselhorst). | 52° 32′ 15,9″ N, 13° 13′ 4,6″ O  |
|      | Spielendes und ruhendes Kind                                 | 1911/12                                                                     | Hermann Hosaeus                                           | Jugendweg 10–14 (Johanna-von-Siemens-Heim, Siemensstadt). Die beiden Figuren befinden sich am Eingangstor zum Kindergarten Johanna-von-Siemens. | 52° 32′ 16,2″ N, 13° 16′ 5,6″ O  |
|      | Fünf kluge und fünf törichte Jungfrauen                      | 1927/1928                                                                   | Hermann Hosaeus                                           | Goebelstraße 143 (Eduard-Willis-Haus, Siemensstadt). Die an der Gebäudefassade (Nordfront) des Eduard-Willis-Hauses angebrachten zehn Terrakotta der fünf „klugen und törichten Jungfrauen“ erinnern an die ursprüngliche Zweckbestimmung dieses – 1997 privatisierten – Gebäudes als Siemens-Mädchenerholungsheim. | 52° 32′ 22,4″ N, 13° 16′ 2,8″ O  |
|      | Schlussstein mit der Inschrift „Heimat“                      | 1929–1933                                                                   | Hermann Hosaeus                                           | Goebelstraße 129, Quellweg 38 (Siemensstadt). Das Relief befindet sich an der korbbogenförmigen Überbauung des Quellwegs und markiert die Einfahrt zur Siedlung Heimat. Es stellt ein stilisiertes Haus dar und trägt eine Inschrift „Heimat“. Auf der gegenüberliegenden Seite der Überbauung befindet sich ein weiteres Relief, das ein Vogelnest mit Jung- und Elternvögel darstellt. | 52° 32′ 21″ N, 13° 16′ 14″ O     |
|      | zwei Hunde                                                   | ca. 1930                                                                    | (evtl.) Wilhelm von Winterfeld                            | Im Eichengrund, Dihlmannstr. 14 (Siemensstadt). Die beiden Hunde (einer liegend, einer aufsitzend) aus Sandstein, auf gemauerten Sockel, flankieren den südlichen Zugang zu dem Privatweg „Im Eichengrund“. | 52° 32′ 38,7″ N, 13° 15′ 59,1″ O |
|      | Zehnkämpfer (auf Stele)                                      | Bronze auf Beton, um 1936                                                   | Arno Breker                                               | Askanierring, gegenüber Haus Nummer 108 (Spandau). Es handelte sich um eine kleinere Kopie des Zehnkämpfers vom Olympiastadion, allerdings ohne Tuch in der rechten Hand. Die Skulptur stand auf einer hohen Stele und wurde wegen der Kontroverse um Nazi-Kunst im öffentlichen Raum abgebaut. Im Jahr 2011 findet sich nur noch die renovierte Stele. Die Skulptur ist in der Dauerausstellung Enthüllt. Berlin und seine Denkmäler, die am 29. April 2016 in der Zitadelle Spandau eröffnet wurde, wieder ausgestellt. | 52° 33′ 14,3″ N, 13° 12′ 2,9″ O  |
|      | Keramiksäule, offizielle Bezeichnung Spandauer Verkehrssäule | Säule mit Keramikplatten, 1937, Wiederaufbau 2023                           | Gottfried Kappen                                          | Heerstraße, westliche Ecke mit der Pichelsdorfer Straße (Wilhelmstadt). Die am 1. Juni 1937 mit der Grundrissform eines Hexagons errichtete Säule war als Hinweis für die Verkehrsteilnehmer auf das abseits der Heerstraße liegende Spandau gedacht. Zugleich stellte sie eine Wiederbelebung der Meilensteine dar. Beschreibung: In drei Reihen übereinander waren je sechs Keramikplatten (gebrannter, glasierter Ton) angebracht. Auf ihnen waren Geschichte, Gewerbe, Industrie und Landschaft Spandaus dargestellt; die Stadtwappen von Spandau und Velten bildeten den Abschluss der eigentlichen Säule. Als Krone trug die Säule eine in der Schiefe der Ekliptik gekippte Weltkugel, um die sich am Äquator ein Band mit zwölf Sternbildern schlang. In der Mitte befand sich der Schriftzug „Besucht Spandau!“ Die vier Meter hohe Säule wurde im Zweiten Weltkrieg durch Beschuss stark beschädigt und 1958 abgerissen. Eine Reparatur wäre mit zu hohen Kosten verbunden gewesen. Die noch erhaltenen Keramikplatten befinden sich seitdem im Heimatmuseum Spandau. Die im Jahr 2012 gestarteten Bestrebungen eines Nachbaus und der Aufstellung am angestammten Ort führten zum Erfolg: Im Jahr 2023 wurde die neue, aus Spenden finanzierte Keramik-Verkehrssäule mit symbolischer Weltkugel wieder errichtet. | 52° 30′ 48″ N, 13° 11′ 47,2″ O   |
|      | Flucht aus Ägypten                                           | Bronze 1968                                                                 | Waldemar Otto                                             | Haselhorster Damm 54, ev. Weihnachtskirchgemeinde (Haselhorst). Maria und Joseph mit dem Jesuskind. Die Skulptur ist seit 1968 im Besitz der Weihnachtskirchgemeinde. | 52° 32′ 49,2″ N, 13° 14′ 14,8″ O |
|      | Zwei Bären mit Kugeln                                        | Sandstein, unbekanntes Datum                                                | unbekannter Künstler                                      | Recklinghauser Weg 26–32, auf den Eingangsmauersockeln der B.-Traven-Oberschule (Falkenhagener Feld). | 52° 32′ 48,6″ N, 13° 10′ 25,8″ O |
|      | Stein-Skulptur                                               | 1961                                                                        | Claus-Peter Koch                                          | Pirmasenser Str. 23 (Falkenhagener Feld), zweiteilig, als Sichtschutzmauer ausgeführt, westlich vom Wohngebäude | 52° 32′ 56,9″ N, 13° 11′ 9,1″ O  |
|      | Relief (Vogelschwarm)                                        | 1966                                                                        | Karl Wenke                                                | Gatower Straße 2 (Wilhelmstadt). | 52° 31′ 11,8″ N, 13° 11′ 11,2″ O |
|      | Giebel-Skulptur                                              | 1966                                                                        | Helmut Nitsche und Siems Nitsche                          | Wilhelmstraße 130c, Wandskulptur an der östlichen Fassade der Wohnanlage (Wilhelmstadt). | 52° 31′ 8,8″ N, 13° 11′ 8,8″ O   |
|      | Wandrelief                                                   | ca. 1967–1970                                                               | Paul Ohnesorge                                            | Hohenzollernring 156, Wandskulptur an der straßenseitigen Fassade der Katholischen Schule Bernhard Lichtenberg (Spandau). | 52° 32′ 34,2″ N, 13° 11′ 36″ O   |
|      | Skulpturengruppe                                             | Bronze, 1984                                                                | Christa Biederbick                                        | Charlottenburger Chaussee 75, Parkplatz vor der Polizeidirektion (Spandau). | 52° 31′ 41,7″ N, 13° 13′ 36,9″ O |
|      | Skulpturale Toranlage                                        | Edelstahl, 1985                                                             | Volkmar Haase                                             | Moritzstraße 10, Zufahrt zum Polizeiabschnitt 21 (Spandau). | 52° 32′ 20,7″ N, 13° 11′ 59,2″ O |
|      | Skulpturen und Mosaiken                                      | 1985                                                                        | Eckart Haisch und Anita Lüdtke mit Anwohnern              | Lynarstraße 12, Ecke Hedwigstraße (Spandau). | 52° 32′ 55,4″ N, 13° 12′ 14,9″ O |
|      | Ballspieler (Relief)                                         | Metallguss, 1986                                                            | Dora Smuda-Khubnazar                                      | Falkenseer Chaussee (Sporthalle, Spandau). |                                  |
|      | Begrüntes Tor der Handwerker                                 | Holz, Metall, Stein, 1986                                                   | Peter de Longueville                                      | Nonnendammallee 140, vor dem Oberstufenzentrum Bau- und Holztechnik (Haselhorst). | 52° 32′ 20,4″ N, 13° 14′ 30,6″ O |
|      | Drachenlabyrinth                                             | Beton, Holz, Ziegel, Granit, Kalkstein, Basalt, Marmor, Bepflanzungen, 1987 | Waltraud Kremser                                          | Nonnendammallee 140, im Hof des Oberstufenzentrums Bau- und Holztechnik (Haselhorst) | 52° 32′ 22,1″ N, 13° 14′ 32,7″ O |
|      | Objekte                                                      | polierter Granit, ca. 1998                                                  | unbekannter Künstler                                      | Romy-Schneider-Straße, auf einer Freifläche östlich der Straße (Haselhorst), diverse quaderförmige Objekte verschiedener Größe, teilweise als Sitzmöbel dienend. | 52° 32′ 44,3″ N, 13° 13′ 31″ O   |
|      | Runde Platte                                                 | Metall, 1998                                                                | Christoph Mertens, Bildhauer                              | Romy-Schneider-Straße, auf einer Freifläche östlich der Straße (Haselhorst), runde Platte (Durchmesser 11 Meter), bündig im Erdboden eingelassen, mit quadratischem Muster. | 52° 32′ 44″ N, 13° 13′ 30,9″ O   |
|      | Obelisk Krienickepark                                        | Sandstein, ca. 1998                                                         | unbekannter Steinmetz                                     | Romy-Schneider-Straße, im Krienickepark (Haselhorst), Inschriften (Text in Versalien): Südseite: Krienicke Park / Am Spandauer See, Westseite: Ostsee 165 km, Nordseite: Havel- / quelle 138 km / Mündung / in die Elbe 150 km, Ostseite: Nordsee / 424 km. Bei dem 2,3 Meter hohen Obelisken, der an einen preußischen Meilenstein erinnert, soll es sich um eine Spende von Jürgen Nottmeyer (bis 1998 Geschäftsführer der Wasserstadt GmbH) handeln. | 52° 32′ 50,7″ N, 13° 13′ 27,9″ O |
|      | Kommunikation                                                | Steingabionen im Kreis errichtet um eine Sitzbank, 2000                     | Katja Natascha Busse                                      | nahe Kladower Damm 100, im Forst Hohengatow am Helleberge (Gatow) | 52° 28′ 32,3″ N, 13° 9′ 48,9″ O  |
|      | Ytong-Figuren                                                | bemalter Ytong, 2001                                                        | Schüler/innen mit Heide Kerwin                            | Am Kinderdorf 23/37, im Skulpturengarten der Grundschule am Windmühlenberg (Gatow), mehrere Figuren im Garten vor dem Schulgebäude, die aus bearbeitetem Ytong gefertigt wurden. | 52° 29′ 8″ N, 13° 10′ 29,4″ O    |
|      | Mosaik-Projekt Spielplatz Torweg                             | Mosaik auf Beton, 2005                                                      | Anne Ochmann, mit Schülern                                | Spielplatz Torweg / Isenburger Weg (Staaken). Größe: rund einen Meter. | 52° 32′ 23,7″ N, 13° 8′ 7,8″ O   |
|      | Kleine Raupe Nimmersatt (Spielfigur)                         | Mosaik auf Beton, 2006                                                      | Anne Ochmann                                              | Weinmeisterhornweg 122, Grundschule am Amalienhof, Schulhof (Wilhelmstadt), rund 3,4 Meter lang. |                                  |
|      | Käfer-Sitzskulpturen (vierteilig)                            | Beton mit Mosaik, 2008                                                      | Anne Ochmann                                              | Weinmeisterhornweg 122, Grundschule am Amalienhof, Schulhof (Wilhelmstadt), rund einen Meter lang und 40 Zentimeter hoch. |                                  |
|      | Ranken und Mythen der Identität                              | Acryl, 2009                                                                 | Schülerinnen und Schüler mit Uschi F. und Walter Gramming | Recklinghauser Straße 26–32, am Haupteingangsbereich der B.-Traven-Oberschule (Falkenhagener Feld). Die Kunstinstallation aus drei Acrylsäulen mit warmverformtem, gelasertem Neonacryl, Ranken aus selbst entworfenen Zeichen und Ornamenten, nimmt Licht auf, speichert dies und sendet selbst in der Dämmerung noch ein kleines Leuchten aus. Größe je 2 × 0,4 Meter. | 52° 32′ 48,8″ N, 13° 10′ 26,1″ O |
|      | Spandauer Burgwall                                           | ?                                                                           | ?                                                         | Hermann-Oxfort-Promenade (Spandau) | 52° 31′ 32,7″ N, 13° 12′ 8,8″ O  |

## Historische Brunnen /Zierbrunnen/Trinkbrunnen
Laut Darstellung des Senats verfügt Berlin insgesamt über 270 Schmuckbrunnen und Seefontänen, deren Wartung ab 2017 von den Berliner Wasserbetrieben übernommen wird.
| Bild                                                              | Name                                     | Material und Entstehungsjahr                                       | Künstler                              | Standort Zusatzinformation | Lage                                                           |
| ----------------------------------------------------------------- | ---------------------------------------- | ------------------------------------------------------------------ | ------------------------------------- | --- | -------------------------------------------------------------- |
|                                                                   | Feldsteinbrunnen                         | 14. Jahrhundert                                                    | unbekannt                             | Breite Straße 35 (Innenhof) (Altstadt). Der historische Brunnen mit Einhausung (Brunnenkasten aus Eichenbohlen, Auskleidung aus Feldsteinen, 6,5 Meter tief) stammt aus dem 14. Jahrhundert. Der bis 1930 benutzte Brunnen wurde im Jahr 1981 wiederentdeckt und restauriert. | 52° 32′ 16,6″ N, 13° 12′ 25,5″ O                               |
|                                                                   | Venezianischer Löwenbrunnen              | Marmor, etwa 1815                                                  | italienischer Künstler, unbekannt     | Kladower Damm 387 (Kladower Forum, Kladow). Der aus Italien stammende Brunnen stand von 1911 bis 1972 im Park des Kladower Schlösschens Brüningslinden. Nach Abriss des Schlösschens und einer Odyssee über Rheinhessen war der Brunnen seit 1988 im Hof des ehemaligen Rathauses Wilmersdorf. Nach dessen Schließung wurden die Brunnenteile am 9. August 2016 als offizielle Dauerleihgabe des Bezirksamtes Spandau dem Kladower Forum übergeben und restauriert. Der Brunnen wurde im Garten des Vereinshauses am 6. Mai 2017 wieder in Betrieb genommen. | 52° 27′ 13,6″ N, 13° 8′ 37,6″ O                                |
|                                                                   | Putto-Brunnen                            | 1927/1928                                                          | Hermann Hosaeus                       | Goebelstraße 143 (Eduard-Willis-Haus, Siemensstadt). Die dreiviertel-runde Putto-Brunnenlage befindet sich an der Nordwestecke des ehemaligen Siemens-Mädchenerholungsheims. Der Brunnen ist nicht in Betrieb (Stand: Juni 2011). | 52° 32′ 22,4″ N, 13° 16′ 2,8″ O                                |
|                                                                   | Genoveva-Brunnen                         | Muschelkalkstein, 1928                                             | Hermann Hosaeus                       | Harriesstraße 8–10 (Siemensstadt), im straßenseitigen Hof. Der Brunnen soll an die Herzogin Genoveva von Brabant erinnern, die der Sage nach im 8. Jahrhundert gelebt haben soll und von ihrem Statthalter des Ehebruchs beschuldigt und aus der Stadt verbannt wurde. Der Wahrheitsgehalt dieser Sage wird allerdings als gering eingestuft. | 52° 32′ 47,5″ N, 13° 15′ 42,7″ O                               |
|                                                                   | Brunnenanlage Streitende Knaben          | Bronzefiguren mit gemauertem Wasserbecken, 1929                    | Wilhelm von Winterfeld                | Harriesstraße 11–13 (Siemensstadt), im Gartenbereich südlich der Wohnhäuser. Der Brunnen ist nicht in Betrieb (Juni 2011). | 52° 32′ 44,6″ N, 13° 15′ 40,8″ O                               |
|                                                                   | Otter-Brunnen                            | Runder Schmuckbrunnen aus Muschelkalkstein mit Bronzeplastik, 1930 | Max Esser                             | Siemensdamm 50 (Siemensstadt), im Zentrum der Gartenanlage im Hof des Wernerwerk-Hochhauses. Für die bereits 1926 geschaffene Skulptur eines Fischotters, die auch die Staatliche Porzellanmanufaktur Meißen bis heute in Porzellan anfertigt, erhielt Esser auf der Pariser Weltausstellung 1937 eine Goldmedaille. | 52° 32′ 6,4″ N, 13° 16′ 25,9″ O                                |
|                                                                   | Brunnenanlage St. Markus                 | nach 1945                                                          | Hubert Elsässer                       | Am Kiesteich 50, Kirchengemeinde St. Markus (Falkenhagener Feld). | 52° 32′ 57,2″ N, 13° 9′ 49,1″ O                                |
|                                                                   | Fisch                                    | Sandstein, 1957                                                    | Hans Hauffe                           | Südpark, am Ostufer des Südparkteiches, nahe Plathweg 10 (Wilhelmstadt) Der Fisch steht auf einer Schale, die als Vogeltränke dienen kann. 2,25 Meter hohe Brunnenfigur. | 52° 30′ 55,8″ N, 13° 11′ 39,3″ O                               |
|                                                                   | Mühlenbrunnen                            | 1966                                                               | Raffel                                | Altstädter Ring (Spandau), südlich vom Amtsgericht im Münsinger Park. | 52° 32′ 11″ N, 13° 11′ 58,4″ O                                 |
|                                                                   | Brunnenskulptur                          | 1968                                                               | Egon Stolterfoht                      | Griesinger Straße 27 (ehemalige Nervenklinik Spandau, Falkenhagener Feld). | 52° 33′ 48,8″ N, 13° 9′ 11,4″ O                                |
| Nördlicher Trinkbrunnen in der Carl-Schurz-Str. in Berlin-Spandau | Zwei Trinkbrunnen                        | Granit, 1980                                                       | unbekannter Künstler                  | vor den Grundstücken Carl-Schurz-Straße 14 und 29 (Altstadt). Die ca. 75 Zentimeter hohen Trinkbrunnen wurden im Zusammenhang mit dem Ausbau der Fußgängerzone aufgestellt. | 52° 32′ 9,9″ N, 13° 12′ 6,7″ O 52° 32′ 12,7″ N, 13° 12′ 9,5″ O |
|                                                                   | Havelwelle, auch als Rückgrat bezeichnet | 1982                                                               | Günter Ohlwein                        | Markt (Altstadt). Die Installation erfolgte im Rahmen der Umgestaltung des Marktplatzes zur 750-Jahr-Feier Spandaus im Jahr 1982. Ursprünglich waren zwei Installationen als Brunnen angelegt, allerdings wurde nur die Havelwelle mit Wasser betrieben. Das Werk trägt im Berliner Volksmund auch den Namen „Pinkelrinne“. | 52° 32′ 14,8″ N, 13° 12′ 14,1″ O                               |
|                                                                   | Vogeltränke                              | Sandstein, unbekanntes Datum                                       | unbekannter Künstler                  | Galenstraße, nahe dem Spielplatz im Münsinger Park (Spandau). Die Vogeltränke trägt an den Schmalseiten jeweils ein Relief einer Eidechse; durch die konkav ausgeführte Oberfläche sammelt sich bei Regen das Wasser auf der Oberfläche des Steins. | 52° 32′ 12,2″ N, 13° 11′ 53,1″ O                               |
|                                                                   | Brunnen am Sport-Zentrum Siemensstadt    | ca. 1984                                                           | unbekannter Künstler                  | Buolstraße 14, am Eingang des Sport-Zentrums (Siemensstadt). | 52° 32′ 42,8″ N, 13° 15′ 32,1″ O                               |
|                                                                   | Brunnen an der Lutherkirche              | 1987–1988                                                          | Bernhard Strecker und Wiegand Witting | Luther-/Jagowstraße (Spandau). Der Brunnen ist nicht in Betrieb (Stand: Juni 2011). | 52° 32′ 52,5″ N, 13° 12′ 15,8″ O                               |
|                                                                   | Partnerschaftsbrunnen                    | Granit, Reliefs in Bronze, 1988                                    | August Jäckel (Reliefs)               | vor dem Haus Havelstraße 18 (Altstadt). An den Seiten des achteckigen Beckens (Durchmesser zwei Meter) wurden Relieftafeln mit den Wappen von Siegen (1952) und der sieben ausländischen Partnerstädte Spandaus angebracht. Im Zentrum steht ein Brunnenstock, aus dem nach vier Seiten Wasser aus galgenförmigen Öffnungen fließt. | 52° 32′ 19,2″ N, 13° 12′ 22,2″ O                               |
|                                                                   | Trinkbrunnen Stresowpark                 | Metall, unbekanntes Datum                                          | Siegfried Kaiser                      | Stresowstraße/Obermeierweg, im Stresowpark (Spandau). Der künstlerisch bearbeitete Trinkbrunnen wurde von den Berliner Wasserbetrieben aufgestellt. | 52° 32′ 4,8″ N, 13° 12′ 25,3″ O                                |
|                                                                   | Trinkbrunnen Koeltzepark                 | Metall, unbekanntes Datum                                          | unbekannter Künstler                  | Am Koeltzepark / gegenüber der Häuser Nr. 13/15, mittig im Eingangsrondell des Koeltzeparks (Spandau). Der künstlerisch bearbeitete Trinkbrunnen wurde von den Berliner Wasserbetrieben aufgestellt. | 52° 32′ 46,4″ N, 13° 12′ 21,5″ O                               |
|                                                                   | Jugendbrunnen                            | Schlesischer Sandstein, 1995, renoviert 2005                       | Kai-Uwe Dräger                        | Jugendplatz (Siemensstadt). Die Brunnenschale ist 20 Tonnen schwer hat einen Durchmesser von sieben Metern. | 52° 32′ 16,7″ N, 13° 16′ 11,8″ O                               |
|                                                                   | Samariterbrunnen                         | 1999                                                               | Rolf Fässer                           | Ev. Johannesstift, Schönwalder Allee 26 (Hakenfelde). | 52° 34′ 10,9″ N, 13° 11′ 41,5″ O                               |
|                                                                   | Wassertor                                | Granit, 2001                                                       | Heinz Mack                            | Klosterstraße 3, zwischen Bahnhof Spandau und den Spandau Arcaden (Spandau). | 52° 32′ 14,8″ N, 13° 12′ 14,1″ O                               |
| Abbildung                                                         | Froschbrunnen                            | um 2000                                                            | unbekannter Künstler                  | Neue Bergstraße 6 / Lynarstraße 12, auf dem Gelände des Vivantes Klinikum Spandau (Spandau). Der Brunnen ist an der Stelle eines früheren Springbrunnens errichtet worden. | 52° 32′ 59,5″ N, 13° 12′ 31,9″ O                               |

## Buddy-Bären (ab 2001)
In Spandau befinden sich mehrere Buddy Bären. Der Buddy-Bär ist ein individuell bemalter lebensgroßer Bär aus Glasfaser. 2001 wurde die Buddy-Bären-Aktion von Eva und Klaus Herlitz initiiert. Die Bären wurden von rund 350 Künstlern bemalt und dann in ganz Berlin aufgestellt. Ziel der Aktionen ist es, durch Versteigerungen Kinderhilfsorganisationen zu unterstützen. In der Zwischenzeit findet man auf der ganzen Welt Buddy-Bären als Botschafter Berlins, vor allem in Firmenniederlassungen, Hotels oder privaten Gärten. Alle Buddy-Bären werden von der Buddy Bär Berlin GmbH in der Gartenfelder Straße 29 in Berlin-Spandau produziert.
| Bild        | Name                          | Künstler | Standort Zusatzinformation | Lage                             |
| ----------- | ----------------------------- | --- | --- | -------------------------------- |
| Abbildungen | Abi-Bär (2009)                | Abiturienten des Abitur-Jahrgangs 2009 des Kant-Gymnasiums                                                    | Bismarckstraße 54 (Spandau). Die früher im Außenbereich vor dem Eingang aufgestellte Skulptur steht im Foyer des Kant-Gymnasiums. | 52° 32′ 35,2″ N, 13° 12′ 1,1″ O  |
|             | Albrecht der Bär (2007)       | Hella Zarski und Karin Schultze-Göthel aus dem Arbeitskreis Spandauer Künstler e. V., neu gestaltet 2007      | Carl-Schurz-Straße 2 (Altstadt), im Rathaus, unmittelbar im Haupteingang. Dieser Buddy-Bär stand ursprünglich als WAPPI – Der Partnerbär vor dem Rathaus; er wurde dem Bezirksamt Spandau vom Arbeitskreis Spandauer Künstler zur 755-Jahr-Feier Spandaus im Jahr 1987 geschenkt. | 52° 32′ 6,1″ N, 13° 12′ 1,4″ O   |
| Abbildungen | Amalie Bear                   | Valeriu Kurtu                                                                                                 | Reimerweg 11 (Staaken), (vor dem Eingang des Hauptgebäudes der SIS Swiss International School) |                                  |
|             | Bootsbär (2003) oder Havelbär | Andrej Bitter                                                                                                 | Spandauer Burgwall 23 (Wilhelmstadt). Dieser Buddy-Bär steht am Ufer der Havel und begrüßt die Fahrgäste am Spandauer Kreuzfahrtterminal. | 52° 31′ 39,3″ N, 13° 12′ 3,4″ O  |
|             | Filius                        | Barbara Ottilia Grothe                                                                                        | Reformationsplatz 12 (Altstadt), vor dem Café und Museum (Spandovia Sacra) der St. Nikolai-Gemeinde (ursprünglich vor der Fielmann-Filiale, Breite Straße 22). | 52° 32′ 19,3″ N, 13° 12′ 19,5″ O |
| Abbildungen | Johannes-Bär                  | Malgruppe StiftART                                                                                            | Falkenseer Chaussee 259 (Falkenhagener Feld). Der Buddy Bär wurde vom Evangelischen Johannesstift Berlin gestiftet. | 52° 32′ 51,1″ N, 13° 11′ 0,8″ O  |
|             | Jubiläumsbär (2009)           | Hella Zarski                                                                                                  | Alt-Gatow 30 (Gatow). Seit dem 7. November 2009 steht dieser Buddy Bär neben der Ausfahrt der Freiwilligen Feuerwehr Gatow. Der Buddy Bär wurde zum 750-jährigen Jubiläum des Dorfes Gatow angefertigt.                                                                           | 52° 29′ 12,9″ N, 13° 10′ 54,8″ O |
|             | Knobelsdorf Schule            | Martin Kösters                                                                                                | Nonnendammallee 141 (Haselhorst) |                                  |
|             | Knobelsdorf Schule            | Martin Kösters                                                                                                | Nonnendammallee 141 (Haselhorst) |                                  |
| Abbildungen | McBrumm-Bär                   | Berliner Kinder und Gäste                                                                                     | Spandauer Straße 84 (Staaken), auf dem Grundstück der Kindertagesstätte. |                                  |
|             | Medi-Bär                      | Arbeitskreis Spandauer Künstler e. V.                                                                         | Breite Straße 52 (Altstadt). Der Medi-Bär steht im Treppenhaus auf einem Fenstersims und „behütet“ von hier aus die Arztpraxen im Haus. | 52° 32′ 14,2″ N, 13° 12′ 20,2″ O |
|             | Polizeibär (2002)             | Markus Hoffmann                                                                                               | Charlottenburger Chaussee 75 (Spandau). Der Buddy-Bär wurde im Jahr 2002 anlässlich eines Tages der offenen Tür aufgestellt. | 52° 31′ 38,9″ N, 13° 13′ 41,7″ O |
| Abbildungen | Pop-Bär                       | Karstadt Warenhaus AG                                                                                         | Carl-Schurz-Straße 20 (Altstadt), im Karstadt-Kaufhaus (auf dem Dach?). |                                  |
|             | Sauberkeit und Ordnung        | Schüler der Bernd-Ryke-Grundschule im Rahmen eines Malkurses in der Jugendkunstschule, nach eigenen Entwürfen | Galenstraße 14 (Spandau), im Dienstgebäude des Ordnungsamtes. | 52° 32′ 12,8″ N, 13° 11′ 47,5″ O |
|             | Schlips-Buddy                 | Joachim Sommerfeld                                                                                            | Klingenhofer Steig 3 (Hakenfelde), im Vorgarten. | 52° 33′ 35,3″ N, 13° 12′ 0,7″ O  |
| Abbildungen | Simmy                         | Evelyn Sommerhoff                                                                                             | Rohrdamm 85 (Siemensstadt), (ehemals in Berlin-Mitte, Gendarmenmarkt). |                                  |
| Abbildungen | Sport-Buddy 46                | Claudia Gräf                                                                                                  | Gößweinsteiner Gang 53 (Kladow), (am Sportplatz der Sportfreunde Kladow). | 52° 27′ 7,6″ N, 13° 7′ 40,3″ O   |
|             | Süße Susi                     | Hella Zarski                                                                                                  | Markt 4 (Altstadt), vor dem Café Fester. | 52° 32′ 13,2″ N, 13° 12′ 16,8″ O |
|             | Ursulina                      | Ulla Zymner                                                                                                   | Gatower Straße 85 (Wilhelmstadt), vor der Marien-Apotheke (zusammen mit Buddy-Bär Ursus). | 52° 30′ 46,5″ N, 13° 10′ 59,4″ O |
|             | Ursus                         | Ulla Zymner                                                                                                   | Gatower Straße 85 (Wilhelmstadt), vor der Marien-Apotheke (zusammen mit Buddy-Bärin Ursulina). | 52° 30′ 46,5″ N, 13° 10′ 59,4″ O |

## Sonnenuhren
| Bild | Name                      | Entstehungsjahr | Künstler                                      | Standort Zusatzinformation | Lage                          |
| ---- | ------------------------- | --------------- | --------------------------------------------- | --- | ----------------------------- |
|      | Sonnenuhr mit Kalendarium | 1973            | Alfred Trenkel                                | Grunewaldstraße 8, in der Anlage der Ernst-Ludwig-Heim-Schule (Spandau). Die Sonnenuhr ist stark beschädigt und wird als Pflanzkübel benutzt. |                               |
|      | Sonnenuhr Kladow          | 2011            | Roberto Lorentz / Entwurf: sausel architekten | Imchenplatz, in der Grünanlage an der Havel (Kladow). Die Aufstellung der Sonnenuhr am 5. November 2011 erfolgte auf Initiative des Kladower Forums e. V. in einer Gemeinschaftsleistung mit dem bezirklichen Naturschutz- und Grünflächenamt. Es handelt sich um einen Findling (1,9 Tonnen schwer, 1,20 Meter Durchmesser), der zersägt wurde und auf dessen geschliffener und polierter Schnittfläche ein Gnomon und zwei versetzte Zifferringe mit Indizes zwischen 7 und 17 Uhr (Winterzeit) bzw. 9 und 17 Uhr (Sommerzeit) aufgebracht worden sind, so dass sowohl Normal- als auch Sommerzeit direkt ablesbar sind. | 52° 27′ 8,2″ N, 13° 9′ 1,2″ O |

## Freistehende Einzelplastiken / Buddy-Bären (unklarer Standort)
| Bild        | Name             | Entstehungsjahr   | Künstler | zuletzt bekannter Standort Zusatzinformation                                            | Position |
| ----------- | ---------------- | ----------------- | --- | --------------------------------------------------------------------------------------- | -------- |
|             | Fischreiher      | unbekannt         | Paul Brandenburg | Am alten Strandbad [??] (Hakenfelde)                                                    |          |
|             | Skulptur         | 1955              | Jörg Blase | Spandauer Brücke [??]                                                                   |          |
|             | Skulptur         | 1967              | Heinz Spilker | Seegefelder Straße 36–38, Grünanlage [??] (Spandau)                                     |          |
| Abbildung   | Röhrender Hirsch | unbekanntes Datum | unbekannter Künstler | Hahnebergweg / Fort Hahneberg (??) (Staaken)                                            |          |
|             | Skulptur         | 1980/1981         | Josef Henry Lonas | An der Spreeschanze 2 oder 6 (ehemals Am Juliusturm 61–63) [??] (Haselhorst)            |          |
|             | Welt-Bär         | unbekanntes Datum | Jutta Röhrich | Standort unbekannt                                                                      |          |
|             | Golden Diver     | unbekanntes Datum | Ralf Nepolsky | Standort unbekannt                                                                      |          |
| Abbildungen | Peter-Bär        | 2005              | Christina Schäffer-Poulain mit Katrin Wittich, Ursula Licht, Irina Kullack, David Bars, Stefanie Gabriel, Alexander Bars, Johannes kressin, Veronika Zdarsky und Michael Weißbrich | Standort unbekannt Der Bär wurde zur Verabschiedung von Pfarrer Peter Fenner gestaltet. |          |

## Abgebaute Skulpturen / Zierbrunnen / Buddy-Bären
Im Zweiten Weltkrieg erfuhr der Bezirk Verluste an Skulpturen überwiegend nicht direkt durch Kriegseinwirkungen, sondern durch sogenannte „Buntmetallsammlungen“, der Metallspende des deutschen Volkes, mit denen der hohe Bedarf an Metallen zur Kriegsproduktion gedeckt werden sollte. Schon durch den Erlass vom 28. August 1939 mussten die Berliner Bezirksämter Denkmale und Bildwerke aus Bronze oder Kupfer melden, die für eine Metallspende geeignet waren. Für Spandau wurden 16 Denkmale, Skulpturen und Brunnen gemeldet. Am 3. Mai 1941 erhielten die Bezirksämter ein Verzeichnis der zum Einschmelzen bestimmten Objekte. Die bestimmten Kunstobjekte wurden dann zwischen dem 8. September und 20. Oktober 1942 abgebrochen und eingeschmolzen. Am 12. Dezember 1944 wurde die Einschmelzaktion offiziell beendet.
| Bild         | Name                      | Material und Entstehungsjahr                                                                              | Künstler                                                                       | Standort Zusatzinformation | Lage                             |
| ------------ | ------------------------- | --- | ------------------------------------------------------------------------------ | --- | -------------------------------- |
| Abbildung    | Wendischer Opferaltar     | Findling auf Mauersockel, 1880                                                                            |                                                                                | Um 1950 verschwunden, ehemaliger Standort: südlich der Heerstraße, auf der Insel Pichelswerder (Wilhelmstadt). 1879 wurde auf der Insel Pichelswerder, in einer von Nord nach Süd verlaufenden Längsmulde nahe den westlichen Lokalen an der Havel, ein Findling entdeckt. Der Findling wurde damals auf einen gemauerten Sockel gesetzt und erhielt Namen wie Letzter Zahn Jaczos oder Erratischer Block von Pichelswerder. Der Berliner Volksmund taufte den Stein, ein rechteckiges Parallelepipedon, ca. 85 cm hoch und ca. 60 cm breit, mit dem Namen Wendischer Opferaltar.        |                                  |
|              | Freiherr vom Stein        | Marmor, 1895                                                                                              | Gustav Eberlein                                                                | Die Statue entstand ursprünglich als Beifigur für das Denkmal Friedrich Wilhelms III. in der Siegesallee, wurde aber 1975 am Rande des Reformationsplatzes aufgebaut. Wegen Verschlechterung des Zustandes, auch durch Vandalismus, wurde die Statue 2014 abgebaut und befindet sich heute in einer Dauerausstellung auf der Zitadelle Spandau. | 52.537906, 13.205250             |
| Abbildung    | Brunnen am Stresowplatz   | um 1900                                                                                                   | unbekannter Künstler                                                           | Abgebaut, ehemaliger Standort: Stresowplatz / Ecke Brückenstraße (heute: Stresowstraße), in der Grünanlage (Spandau). Der Brunnen in der damals noch größeren Grünanlage (angelegt auf Initiative des Spandauer Verschönerungsvereins) wurde vom Spandauer Stadtrat Adler gestiftet. | 52° 32′ 0,7″ N, 13° 12′ 23,8″ O  |
| Abbildung    | Springbrunnen             | um 1900                                                                                                   | unbekannter Künstler                                                           | abgebaut, ehemaliger Standort: Städtisches Krankenhaus, Lynarstr. 12 (Spandau). Am Ort dieses Springbrunnens wurde ca. 2000 der Froschbrunnen errichtet. | 52° 32′ 59,5″ N, 13° 12′ 31,9″ O |
|              | Tierskulpturen            | Bronze, zwischen 1910 und 1921                                                                            | August Gaul                                                                    | Abgebaut bzw. umgesetzt, ehemaliger Standort: Neukladower Allee 12, im Gutspark Neukladow (Kladow). Im Park des Gutes Neukladow (teilweise von dem Gartenarchitekten und Staudenzüchter Karl Foerster angelegt) schuf der Bildhauer August Gaul zwischen 1910 und 1921 verschiedene Tierplastiken in Bronze. Die konkrete Ausführung, Zahl und die einzelnen Standorte sowie der Verbleib der Skulpturen sind unbekannt. Die darunter befindliche Skulptur Eselreiter befindet sich heute im Rathaus Spandau (siehe oben).                                                               |                                  |
| Abbildung    | Pferdegruppe              | Bronze, 1933                                                                                              | Otto Richter                                                                   | Abgebaut, ehemaliger Standort: Im nördlichen Teil des Südparks (Wilhelmstadt). Die lebensgroße Skulptur von zwei Pferden, modelliert nach Kaltblütern der Schultheiss-Brauerei, befand sich ursprünglich im Hof des Roten Rathauses; sie waren in der Planung für den Treptower Park bestimmt gewesen. Auf Initiative des Berliner Oberbürgermeisters Julius Lippert wurde sie im Spandauer Südpark aufgestellt. Sie wurde im Zweiten Weltkrieg im Zuge der Buntmetallsammlungen 1942 abgebaut.                                                                                          |                                  |
|              | Mädchenfigur              | Bronze, 1930                                                                                              | Friedrich Adolf Sötebier                                                       | Abgebaut, ehemaliger Standort: Dorfstraße (Tiefwerdersiedlung), genauer Standort unbekannt (Spandau). Die 20 Kilogramm schwere Figur wurde im Zuge der Buntmetallsammlungen im Zweiten Weltkrieg entfernt und eingeschmolzen. |                                  |
|              | Seerobben-Brunnen         | Steinerne Brunnenwand mit aufgesetzter Bronzeplastik, 1932                                                | Hermann Hosaeus                                                                | Abgebaut, ehemaliger Standort: Vor dem Haus Goebelstraße 127 (Siemensstadt), am Rand einer kleinen Gartenanlage zum Quellweg. Die Skulptur wurde 1942 entfernt und eingeschmolzen. Noch vorhanden ist im Jahr 2012 die steinerne Brunnenwand, auf welcher die Seerobbe postiert war. Abbildung der historischen Situation: | 52° 32′ 22″ N, 13° 16′ 13,9″ O   |
| Abbildung    | Zwei Reiher               | Mainzer Sandstein, 1957                                                                                   | Ursula Hanke-Förster                                                           | Abgebaut, ehemaliger Standort: An der Auffahrtsrampe der Südostseite der Dischingerbrücke, (Wilhelmstadt). Die am 23. August 1957 anlässlich der 725-Jahr-Feier Spandaus im Jahr 1957 enthüllte 1,4 Meter hohe Skulptur auf halbrundem Sockel wurde 1977 abgebaut. | 52° 31′ 55,2″ N, 13° 12′ 3,6″ O  |
|              | Vogelflug                 | Bronze, 1957                                                                                              | Sabine Flir                                                                    | Abgebaut, ehemaliger Standort: Kladower Damm 221, auf dem Gelände des Krankenhauses Havelhöhe (Kladow). Die Arbeit Vogelflug von Sabine Flir mit fünf stilisierten Vögeln (1,6 Meter hoch) auf einem 74 Zentimeter hohen, konisch nach oben zulaufendem rechteckigen Block wurde „eingetauscht“ gegen die Fundamente für die vier heute auf dem Gelände befindlichen Skulpturen des Bildhauers Raoul Ratnowsky. | 52° 27′ 45,3″ N, 13° 9′ 31,8″ O  |
|              | Leier und Bogen           | Metall, 1958                                                                                              | Demetros Anastasatos                                                           | im Jahr 2012 verschwunden, ehemaliger Standort: Jungfernheideweg 79, Carl-Friedrich-von-Siemens-Gymnasium (Siemensstadt), die Skulptur befand sich auf einem steinernen Sockel in einer Rasenfläche | 52° 32′ 48,1″ N, 13° 16′ 11,1″ O |
|              | Wasserspiele Kaufmitte    | 1961 | Rudolf Leptien                                                                 | Abgebaut, ehemaliger Standort: Siemensdamm 43/44, im Innenhof des Kaufzentrums Siemensstadt. Der Brunnen befand sich im lang geschnittenen offenen Innenhof des Einkaufszentrums; bei einer baulichen Erweiterung wurde er im Jahr 1976 entfernt. | 52° 32′ 11,3″ N, 13° 16′ 30,2″ O |
|              | Skulptur                  | Edelstahl, 1970er Jahre                                                                                   | Volkmar Haase. Die Skulptur ist nach 1990 vom Künstler selbst abgebaut worden. | Abgebaut, ehemaliger Standort: Plivierstraße 3, Vorgarten der Ev. Dorfgemeinde (Gatow). | 52° 29′ 9,5″ N, 13° 10′ 54,9″ O  |
| Abbildung    | Kaskadenbrunnen           | Rundes Steinbecken, ausgelegt mit farbigen Fliesen, in der Mitte Skulptur aus schwarzem Metall, 1971/1972 | Erich Fritz Reuter                                                             | Abgebaut, ehemaliger Standort: Vorplatz vor Rohrdamm 22 (Siemensstadt), vor dem ehemaligen Siemens-Forschungslabor. Die Skulpturen wurden 1996 abgebaut. | 52° 32′ 7,5″ N, 13° 15′ 57,2″ O  |
|              | Imitationen               | 1974/1975                                                                                                 | Demetros Anastasatos                                                           | Abgebaut, ehemaliger Standort: Magistratsweg, Einkaufszentrum (Staaken). Die Skulpturen wurden 1977 abgebaut. |                                  |
| Abbildung    | Eine Frage                | Bronze, 1976 (1901)                                                                                       | Reinhold Böltzig                                                               | Umgesetzt, ehemaliger Standort: Am Juliusturm 64, am damaligen Sitz der Sportjugend Berlin auf dem Plateau der Bastion Brandenburg der Zitadelle Spandau (Haselhorst). Die 1976 vom Land Berlin erworbene Skulptur, die ein junges Liebespaar darstellt, wurden 1986 abgebaut und in den Atriumhof des Hauses des Sports an der Jesse-Owens-Allee in Charlottenburg versetzt. | 52° 32′ 31,1″ N, 13° 12′ 49,9″ O |
|              | Allee                     | Holz, 1977                                                                                                | Ursula Sax                                                                     | Abgebaut, ehemaliger Standort: Kladower Damm 299, im ehemaligen Foyer des Hauptgebäudes (Abriss: 2009) vor der Kantine des Deutschen Entwicklungsdienstes (Kladow). Die Arbeit ist nach dem Auszug des Deutschen Entwicklungsdienstes aus dem Gebäude an die Beauftragte der Bundesregierung für Kultur und Medien gegangen. | 52° 27′ 29,4″ N, 13° 9′ 7,6″ O   |
|              | Schranke                  | Holz, Edelstahl, 1978                                                                                     | Ansgar Nierhoff                                                                | Abgebaut, ehemaliger Standort: Kladower Damm 299 (Kladow). Die Arbeit Schranke von Ansgar Nierhoff ist nach dem Umzug des Deutschen Entwicklungsdienstes nach Bonn abgebaut worden und befindet sich nun auf dem Gelände der Abtei Königsmünster in Meschede, Ansgar Niehoffs Geburtsort. | 52° 27′ 29,4″ N, 13° 9′ 7,6″ O   |
|              | Gespaltene Säule          | 1982 | Günter Ohlwein                                                                 | Abgebaut, ehemaliger Standort: Markt (Altstadt). Die Installation erfolgte im Rahmen der Umgestaltung des Marktplatzes zur 750-Jahr-Feier Spandaus im Jahr 1982. Ursprünglich waren zwei Installationen als Brunnen angelegt, allerdings wurde nur die Havelwelle mit Wasser betrieben. Die Gespaltene Säule wurde im Sommer 2006 abgebaut. | 52° 32′ 13,5″ N, 13° 12′ 18,1″ O |
|              | Spielende Kinder          | Bronze, 1983                                                                                              | Donna Marihart und Ann Opgenorth                                               | Carl-Schurz-Straße 17 (Altstadt). Mit dem Umbau des ehemaligen Kaiserlichen Postamtes im Jahr 1983 zum Haus der Gesundheit wurde im Innenhof eine Ruhezone geschaffen. Mittelpunkt des Bereiches ist die Brunnen-Plastik Spielende Kinder der amerikanischen Bildhauerinnen. Die Plastik wurde von dem Versicherungskaufmann Ulrich Thiel gestiftet. Die Plastik wurde im Juli 2018 gestohlen. | 52° 32′ 2,3″ N, 13° 11′ 55,2″ O  |
|              | Totempfahl                | Holz, 1984                                                                                                | Demetros Anastasatos                                                           | Abgebaut, ehemaliger Standort: Lünette 20, Kindertagesstätte (Haselhorst) |                                  |
| Abbildungen: | Zwei ballspielende Kinder | Sandstein, 1995                                                                                           | Kai-Uwe Dräger                                                                 | Abgebaut, ehemaliger Standort: Jugendplatz (Siemensstadt). Die Skulptur war ursprünglich direkt mit dem 1995 auf dem Platz errichten Brunnen verbunden. Nach einer Instandsetzung im Jahr 2005 ist sie nicht wieder aufgestellt worden. |                                  |
| Abbildungen: | Drei sitzende Jugendliche | Sandstein, 1995                                                                                           | Kai-Uwe Dräger                                                                 | Abgebaut, ehemaliger Standort: Jugendplatz (Siemensstadt). Die Skulptur war ursprünglich direkt mit dem 1995 auf dem Platz errichten Brunnen verbunden. Nach einer Instandsetzung im Jahr 2005 ist sie nicht wieder aufgestellt worden. |                                  |
|              | Hölzerner Apfel           | Holz, unbekanntes Datum                                                                                   | unbekannter Künstler                                                           | vor Ort im August 2011 nicht vorhanden, Mittelstraße 20, auf dem Spielplatz (Spandau) |                                  |
|              | WAPPI – Der Partnerbär    | 2001 | Arbeitskreis Spandauer Künstler e. V.                                          | Abgebaut, ehemaliger Standort: Carl-Schurz-Straße 2 (Altstadt) vor dem Rathaus. Dieser Buddy-Bär wurde gesponsert von der Wall AG. Das Motiv zeigte Spandau mit den Wappen der Partnerstädte. Der Korpus dieses Buddy-Bären steht nach künstlerischer Neugestaltung seit 2007 als Albrecht der Bär im Rathaus. | 52° 32′ 6,1″ N, 13° 12′ 1,4″ O   |
|              | Multi-Kulti-Bär           | | Armand Warin                                                                   | Abgebaut (2011), ehemaliger Standort: Freiheit 5, vor dem Eingang des Hotels Senator (Spandau). | 52° 31′ 57,1″ N, 13° 12′ 35,7″ O |
| Abbildungen  | Holsteiner Bär            | | Edna Bey                                                                       | Abgebaut, ehemaliger Standort: Carl-Schurz-Straße 36 (Altstadt), vor der Holsteiner Räucherkate. | 52° 32′ 13,9″ N, 13° 12′ 12″ O   |
| Abbildungen  | Bi-Bä                     | | Marie Luise Bauerschmidt                                                       | Abgebaut, ehemaliger Standort: zwischen den Geschäften in der Charlottenstraße 23/24 (Altstadt). Der Bär stand zwischen einem Frauen- und einem Herrenbekleidungsgeschäft; auf der linken Hälfte war er wie eine Frau bekleidet, auf der rechten Hälfte wie ein Mann. | 52° 32′ 10,8″ N, 13° 12′ 14,3″ O |
| Abbildungen  | Apotheker                 | | Edna Bey                                                                       | Abgebaut, ehemaliger Standort: vor der Apotheke in der Carl-Schurz-Straße 29 (Altstadt). | 52° 32′ 12,4″ N, 13° 12′ 9,1″ O  |
| Abbildungen  | Advokat                   | | Arbeitskreis Spandauer Künstler e. V.                                          | Abgebaut, ehemaliger Standort: Carl-Schurz-Straße 14 (Altstadt). | 52° 32′ 9,8″ N, 13° 12′ 6,7″ O   |
|              | Wassergeist Spandau       | Bronzeskulptur, 2009                                                                                      | Hans Scheib                                                                    | Abgebaut, ehemaliger Standort: Am Juliusturm 64, vor der Zitadelle Spandau (Haselhorst). Die Skulptur, die eine nackte Ephebin als Wassergeist darstellte, war nur für kurze Zeit im Wallgraben aufgestellt. | 52° 32′ 23,7″ N, 13° 12′ 46,4″ O |
|              | Blumen-/ Drachen-Skulptur | Metall, 21. Januar 2008                                                                                   | Schüler der B.-Traven-Oberschule nach eigenen Ideen                            | Die Skulpturengruppe befand sich am Fußweg östlich des Henri-Dunant-Platzes / Salchendorfer Wegs (Falkenhagener Feld). Sie wurde am 18. April 2013 demontiert, da sie durch Vandalismus bereits tlw. zerstört war und Unfallgefährdungen bestanden. | 52° 32′ 45,1″ N, 13° 10′ 43,1″ O |
|              | Brunnen                   | Edelstahl, 1981                                                                                           | Ursula Sax                                                                     | Abgebaut, ehemaliger Standort: Klosterstraße 38 (Spandau); als Brunnen stilisierte Edelstahlskulptur vor der ehemaligen Hauptpost. Ursprünglich war dies ein Brunnen. Im Jahr 2017 wurde beschlossen, das ehemalige Postgebäude dahinter abzureißen und an seiner Stelle ein Wohn- und Geschäftshaus zu errichten. Die Skulptur wurde jedoch nicht, wie ursprünglich geplant, eingelagert, sondern befand sich bis zum 1. Juni 2023 an wechselnden Positionen auf dem Gelände der ehemaligen Hauptpost. Am 2. Juni 2023 wurde die Skulptur in mehrere Teile zerlegt und abtransportiert. | 52° 32′ 0,4″ N, 13° 11′ 57,4″ O  |